# Пижанцы (Марий Эл)
Пижанцы (мар. Пижан) — опустевшая деревня в Новоторъяльском районе Республики Марий Эл. Входит в состав Пектубаевского сельского поселения.

## География
Находится в северо-восточной части республики Марий Эл на расстоянии приблизительно 6 км по прямой на запад от районного центра посёлка Новый Торъял.

## История
Известна с 1859 года, когда здесь было 19 дворов, 163 жителя, население русское. Название произошло от первопоселенцев из Пижанки Вятской губернии. В 1932 году в деревне проживали 55 человек, в 1939 году 46 жителей, в 1970 году 35 человек. В 1980 году здесь числилось 4 хозяйства, 18 жителей. В 2002 году в деревне ещё числилось 1 хозяйство. В советское время работал колхоз «Красный путиловец». Ныне деревня фактически представляет собой часть деревни Маркелово, составляя собой улицу Заречную.

## Население
Население не было учтено как в 2002 году, так и в 2010.